# Vyšné Repaše
Vyšné Repaše (in ungherese Felsőrépás, in tedesco Oberripsch) è un comune della Slovacchia facente parte del distretto di Levoča, nella regione di Prešov.

## Storia
Fu menzionato per la prima volta nelle cronache storiche nel 1323.